# 邦達里夫卡 (馬爾基夫卡區)
49°23′53″N 39°37′51″E / 49.39806°N 39.63083°E
邦達里夫卡（烏克蘭語：Бондарівка）是位於烏克蘭東部的村莊，由盧甘斯克州舊比利斯克區的馬爾基夫卡市鎮負責管轄。該村始建於1702年，面積12.29平方公里，海拔高度76米，2001年人口1,682。